# Аксёново (Андреапольский район)
Аксёново — деревня в Андреапольском районе Тверской области. Центр Аксёновского сельского поселения.

## География
Расположено в 49 километрах к северо-западу от районного центра Андреаполь.
Находится на реке Тудер, на Валдайской возвышенности. За рекой, на правом берегу, бывшая деревня Засека, включенная в состав Аксёново.

## История
В XIX веке усадьба Аксёново (Аннинское) относилась к Русаново-Даньковской волости Холмского уезда Псковской губернии.

## Население
| 2002 | 2010 |
| ---- | ---- |
| 52   | ↘48  |

## Экономика
Центральная усадьба СПК «Родина»